# Passion Sport
Passion Sport este un organ de presă sportiv francez.
A fost fondată în 2021.

## Audiență
Mediul este independent și se adresează comunității francofone.
La începutul lunii aprilie 2024, Passion Sport avea aproape un milion de vizualizări pe YouTube.

## Subiecte abordate
Passion Sport acoperă toate sporturile, în special ciclismul.